# Ławki (województwo łódzkie)
Ławki – wieś w Polsce położona w województwie łódzkim, w powiecie opoczyńskim, w gminie Żarnów. 
W skład sołectwa Ławki wchodzą także wsie Dąbie i Młynek.
W latach 1975–1998 miejscowość administracyjnie należała do województwa piotrkowskiego.
Wierni Kościoła rzymskokatolickiego należą do parafii św. Łukasza w Skórkowicach.